# Manoel Luiz Gonçalves Corrêa
Manoel Luiz Gonçalves Corrêa é um linguista brasileiro conhecido por seus trabalhos sobre letramento e o ensino da escrita. É professor livre-docente da Faculdade de Filosofia, Letras e Ciências Humanas da Universidade de São Paulo.

## Vida acadêmica
Graduou-se em Letras, com habilitação em Português e Espanhol, pela Universidade Estadual Paulista em São José do Rio Preto em 1978. Obteve os títulos de mestre (1986) e doutor (1997) em Linguística pela Universidade Estadual de Campinas. Em 2011, tornou-se livre-docente pela Universidade de São Paulo. Realizou estágios pós-doutorais nas seguintes universidades: Universidade da Flórida (1998-1999), Université Stendhal (2002-2003), Université Paris XII (2009) e Unesp (2017).
Atua como professor da Universidade de São Paulo desde 1999, no Departamento de Letras Clássicas e Vernáculas da Faculdade de Filosofia, Letras e Ciências Humanas. Também lecionou no ensino básico, na Unesp e na Universidade Estadual de Maringá. Entre 2005 e 2008, coordenou o convênio CAPES/COFECUB entre USP, UNICAMP e a universidade francesa U-3-Grenoble.
Corrêa é líder do grupo de pesquisa "Práticas de leitura e escrita em português língua materna", vinculado ao CNPq, desde 2003.